# Cervena, Veliko Tărnovo
Cervena (în bulgară Червена) este un sat în comuna Sviștov, regiunea Veliko Tărnovo,  Bulgaria. 

## Demografie
Componența etnică a satului Cervena
     Bulgari (65,15%)
     Romi (8,24%)
     Turci (6,11%)
     Nicio identificare (20,47%)
La recensământul din 2011, populația satului Cervena era de 376 locuitori. Din punct de vedere etnic, majoritatea locuitorilor (65,15%) erau bulgari, existând și minorități de romi (8,24%) și turci (6,11%). Pentru 20,47% din locuitori nu este cunoscută apartenența etnică.